# Izochrona
Izochrona – linia na mapie łącząca punkty, w których występuje to samo zjawisko w tym samym czasie. Innymi słowy izochrony wyznaczają obszary o jednakowej osiągalności czasowej.
Miarą stosowaną są same jednostki czasu, jak minuty, godziny, dni. Niższy gradient izochroniczny wskazuje na większą szybkość ruchu danego zjawiska, wyższy odwrotnie.
Szybkość do obliczeń izochron może być:
- rzeczywista - spotykamy się z nią we wszystkich rodzajach komunikacji regularnej np. kolejowej, autobusowej. Środki lokomocji poruszają się zgodnie z rozkładem jazdy i można przewidzieć, w jakim czasie zostanie osiągnięty cel podróży.
- teoretyczna - pojęcie to pojawia się przy korzystaniu z indywidualnych środków lokomocji: pieszo, rowerów, samochodów.